# 科珀切爾鄉
47°00′N 22°09′E / 47°N 22.15°E
科珀切爾鄉（羅馬尼亞語：Comuna Copăcel, Bihor），是羅馬尼亞的鄉份，位於該國西北部，由比霍爾縣負責管轄，面積75平方公里，海拔高度297米，2007年人口2,220，人口密度每平方公里30人。